# Jezero u Dolního Benešova
Jezero u Dolního Benešova nebo jen Jezero je vodní plocha nacházející se v katastru obce Dolní Benešov v okrese Opava v Moravskoslezském kraji. Vzniklo těžbou štěrkopísku. Kvůli těžbě musela být přeložena polní cesta mezi Smolkovem a Dolní Benešovem-Zábřehem. Leží při severním břehu meandrující řeky Opavy. Je protáhlého charakteru orientováno od západu na východ. Nacházejí se na něm tři ostrovy, na jednom z nich stojí řopík.
Koupání v Jezeře není povoleno (dobývací prostor), ale lidé se v Jezeře i přes zákaz koupají. Travnaté pláže se nacházejí po celém obvodu, nudistické pláže se zde nenacházejí. 

## Galerie

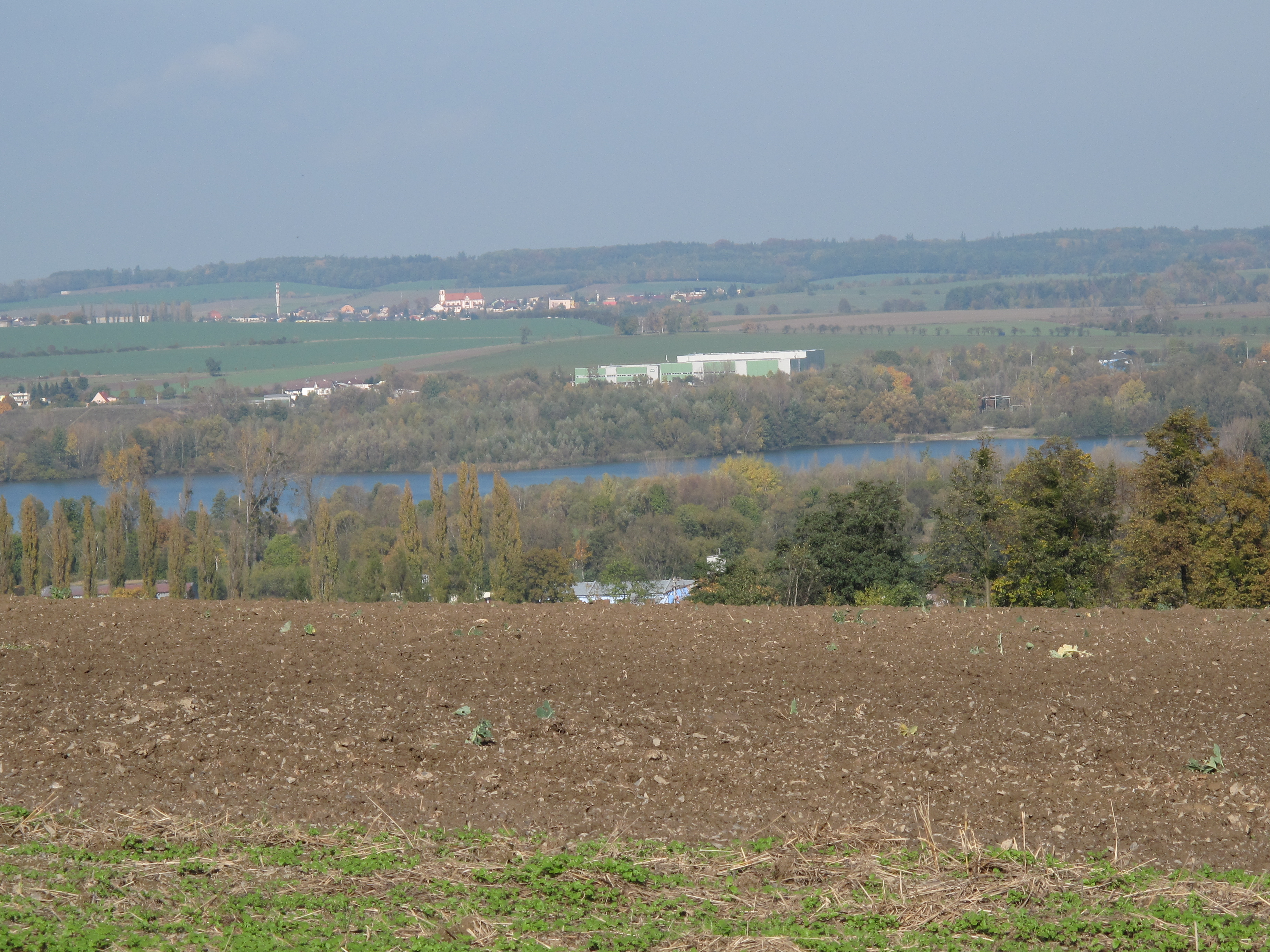
Jezero zdáli
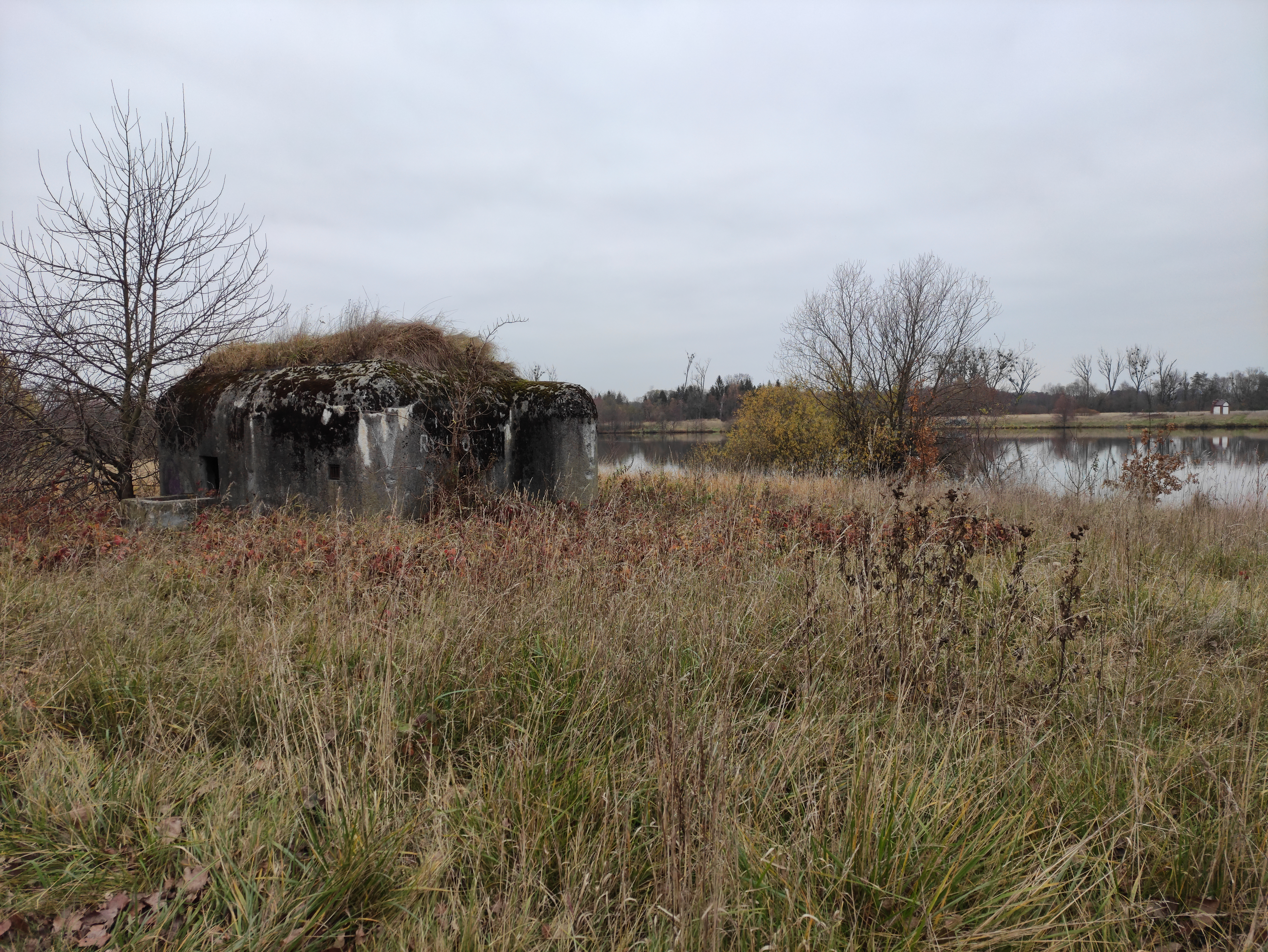
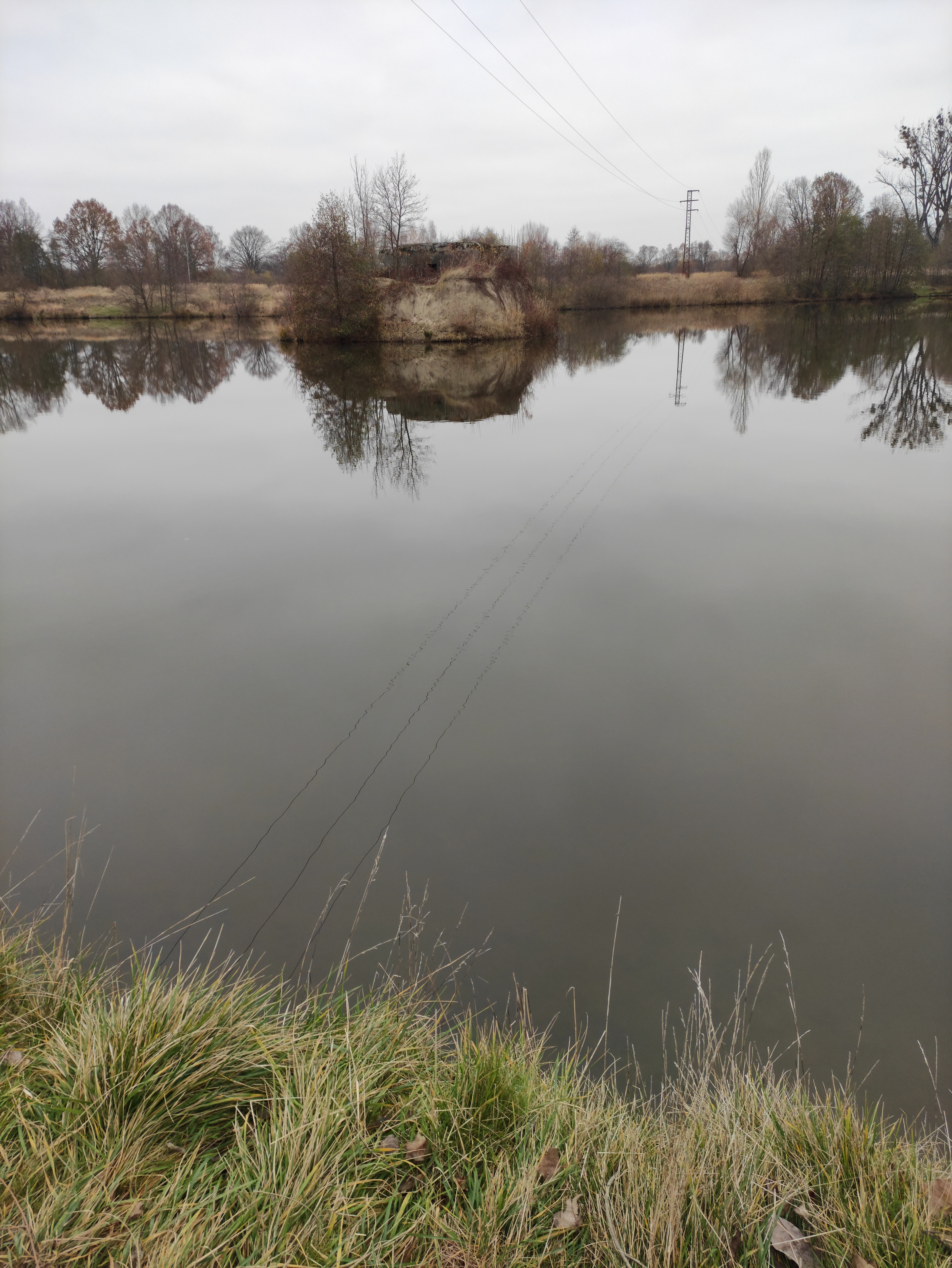
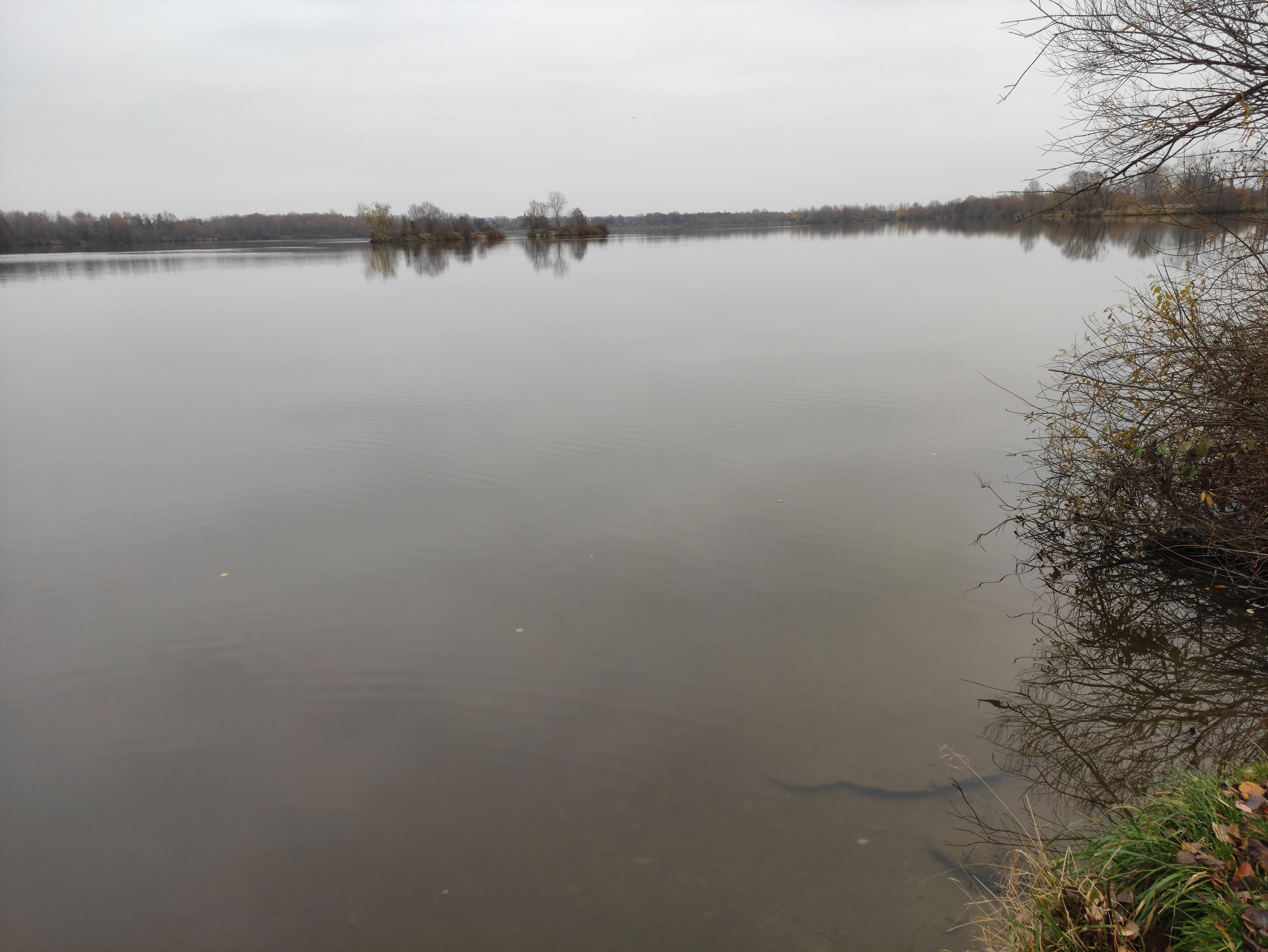
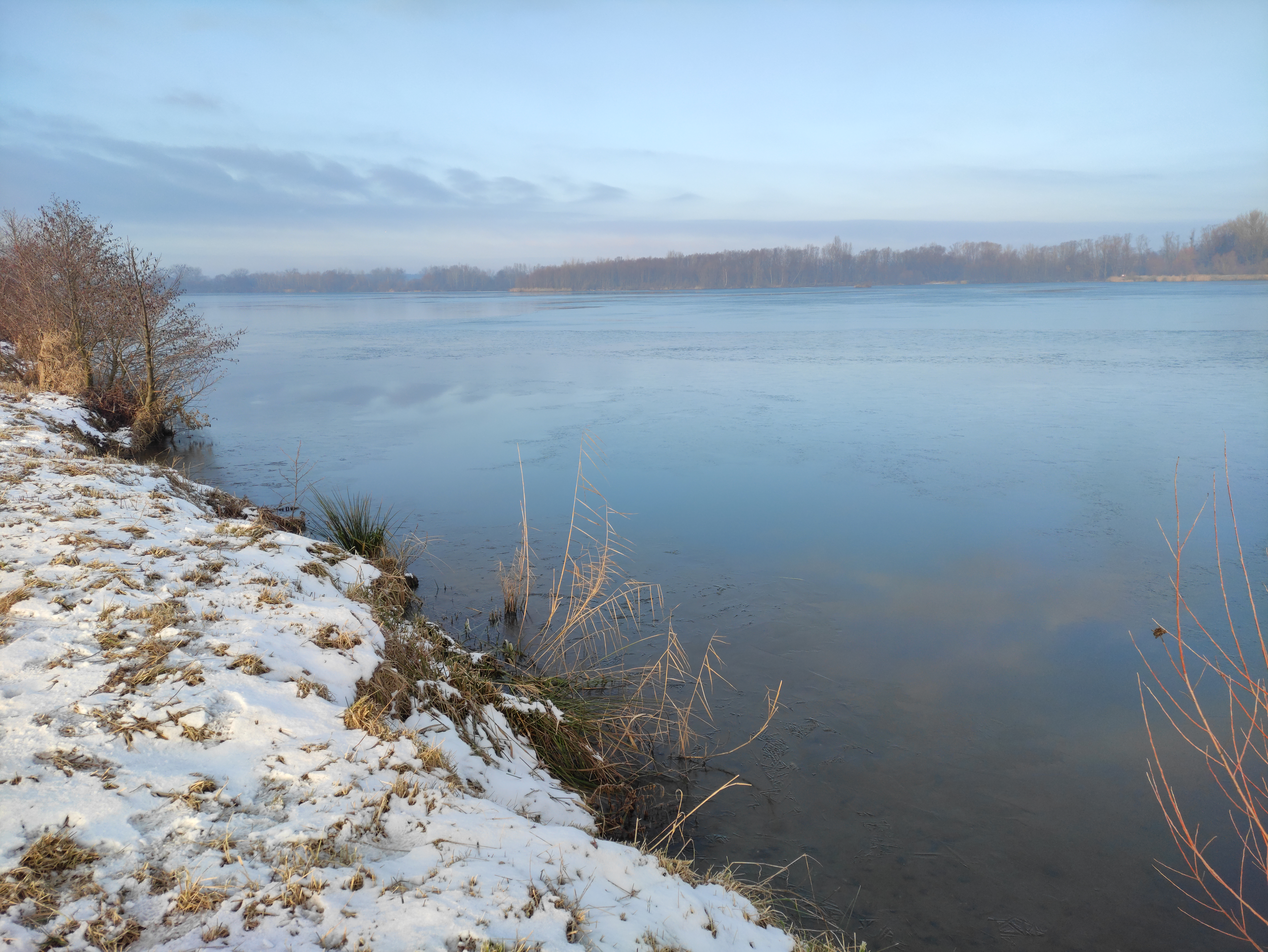
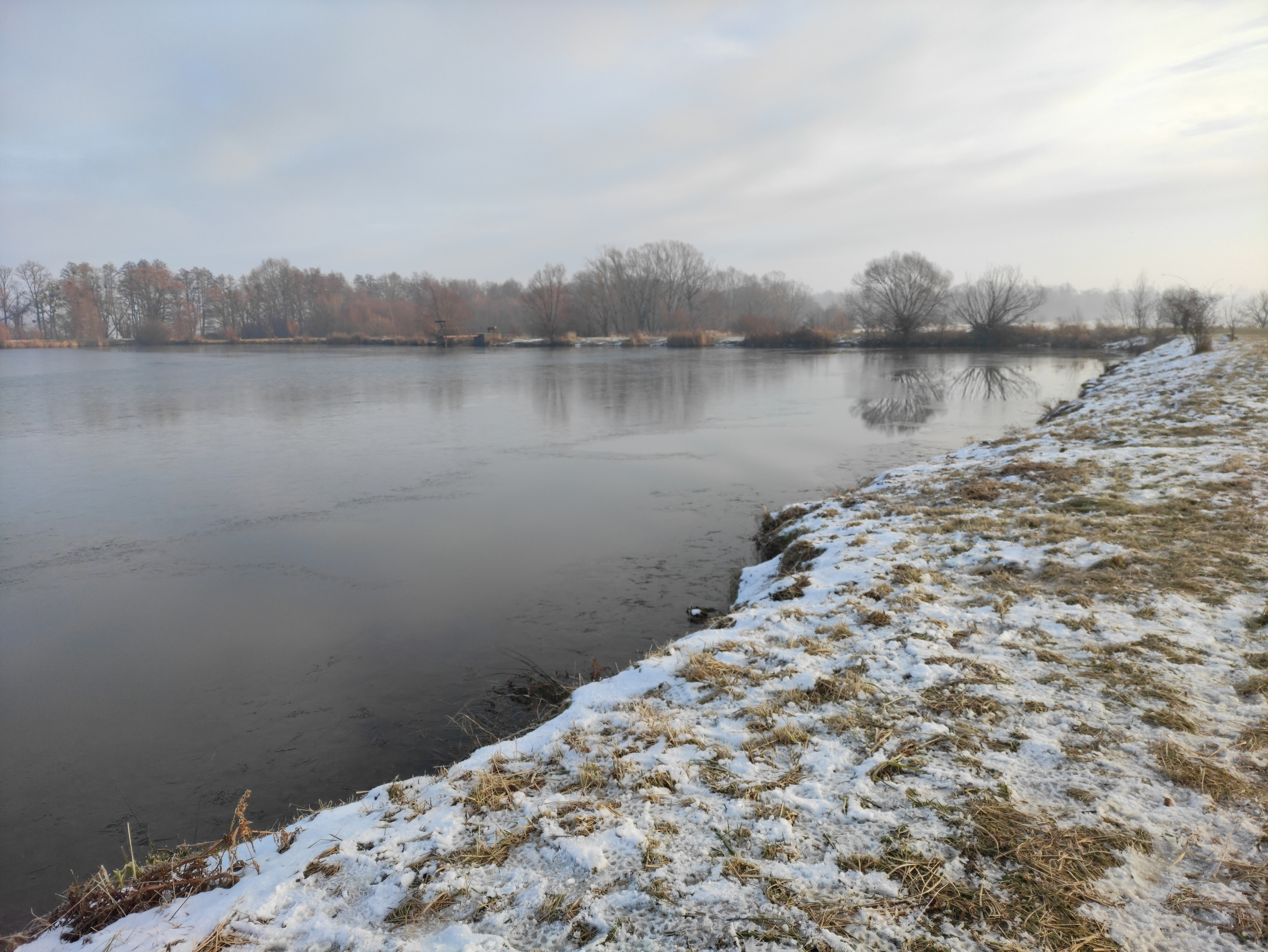

- Záběr na celé jezero